# Ivan Dejmal

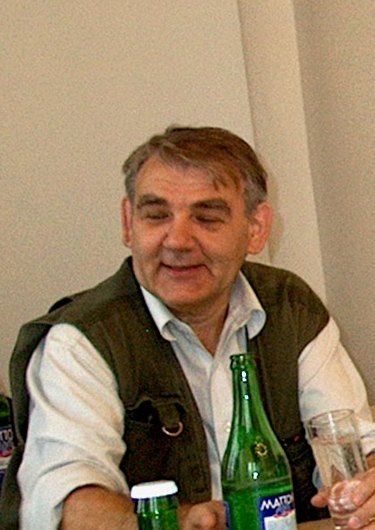
Ivan Dejmal (2003)

Ivan Dejmal (* 17. Oktober 1946 in Ústí nad Labem; † 6. Februar 2008 in Prag) war ein tschechischer Umweltexperte, Umweltschützer, Politiker, und ehemaliger Dissident der Bürgerrechtsbewegung Charta 77.
Während der samtenen Revolution im November 1989 war er einer der Gründer des Bürgerforums und zwischen 1991 und 1992 Umweltminister im Kabinett Petr Pithart. Vom Dezember 2007 bis zu seinem Tod war er der stellvertretende Vorsitzende des Instituts für das Studium totalitärer Regimes.